# Euselasia saulina
Euselasia saulina is een vlindersoort uit de familie van de prachtvlinders (Riodinidae), onderfamilie Euselasiinae.
Euselasia saulina werd in 1996 beschreven door Brévignon.